# Al-Ukajla
Al-Ukajla (arab. العقيلة) – miasto w Libii, ok. 100 km na zachód od Marsa al-Burajka.
W 1942 r. wokół miasta miały miejsce walki brytyjsko-niemieckie.